# 水口俊介
水口 俊介（みなくち しゅんすけ 、1958年5月31日 - ）は、日本の歯科医師・歯学者。東京医科歯科大学大学大学院医歯学総合研究科高齢者歯科学分野教授、東京医科歯科大学歯学部附属病院先端歯科診療センター長。日本咀嚼学会理事長。東京医科歯科大学歯学部病院長
1983年東京医科歯科大学卒業、1987年同大学院修了。以後同大学にて助手、助教授を経て2008年より教授に就任。東京医科歯科大学歯学部病院長。2024年3月定年退職。同4月より東京科学大学(旧医科歯科大学)大学院医歯学総合研究科 医歯学系専攻 老化制御学講座 高齢者歯科学分野　名誉教授。

## 著作
- 水口俊介 編『全部床義歯実況講義 : フルマウスリコンストラクションの第一歩』デンタルダイヤモンド社、2016年5月。ISBN 9784885103520。 NCID BB2121245X。
- 鱒見進一、大久保力廣、皆木省吾 ほか 編『総義歯治療失敗回避のためのポイント45 : なぜ合わないのか、なぜ噛めないのか』クインテッセンス出版、2014年9月。ISBN 9784781203881。 NCID BB16784308。
- 水口俊介、飼馬祥頼、菊池圭介『写真でマスターするきちんと確実にできる全部床義歯の試適・装着』ヒョーロン・パブリッシャーズ、2014年3月。ISBN 9784864320184。 NCID BB15131808。
- 水口俊介『からだの「衰え」は口から 歯と健康の科学』講談社〈ブルーバックス〉、2025年2月。ISBN 9784065388532。 NCID BD10721398。

## 所属団体
- 日本歯科医学会
  - 日本補綴歯科学会監事[5]
  - 日本老年歯科医学会理事長[6]
  - 日本磁気歯科学会 理事[7]、第25回学術大会長[8]
- 日本義歯ケア学会 理事[9]
- 日本咀嚼学会理事[2]
- 口腔病学会
- 日本生体医工学会
- 日本写真測量学会
- 日本医療情報学会